# Ваља Сеака (Њамц)
Ваља Сеака (рум. Valea Seacă) насеље је у Румунији у округу Њамц у општини Балцатешти. Oпштина се налази на надморској висини од 440 m.

## Становништво
Према подацима из 2002. године у насељу је живело 1629 становника, од којих су сви румунске националности.